# RAM 01
Der RAM 01 (auch: RAM-March 01 oder March-RAM 01) ist ein britischer Formel-1-Rennwagen, der 1983 und 1984 mit Saug- und mit Turbomotoren in der Formel-1-Weltmeisterschaft eingesetzt wurde. Die Meldungen erfolgten durch das Team RAM Racing. Vom RAM 01 entstanden drei Exemplare. Die Autos erreichten nur zwei Zielankünfte.

## Hintergrund
Der von Mike Ralph und John Macdonald gegründete Rennstall RAM Racing war in der zweiten Hälfte der 1970er-Jahre als Kundenteam in der Formel-1-Weltmeisterschaft engagiert. Das Team setzte bei ausgewählten Rennen Fahrzeuge von Brabham, March und Williams ein. Ab 1981 ging es mit eigenen Autos an den Start, die zunächst von March Grand Prix konstruiert worden waren, einem Joint Venture von RAM und Robin Herd, das ungeachtet der – gewollten – Namensähnlichkeit keine Beziehung zu dem traditionsreichen Rennwagenhersteller March Engineering hatte. Die Autos trugen die Modellbezeichnung March, galten aber nicht als Mitglieder der Rennwagenfamilie von March Engineering. 1982 trennte sich RAM von Herd, behielt aber sowohl in der Team- als auch in der Modellbezeichnung den Begriff March weiterhin bei. Nach Ablauf der Saison 1982 legte RAM schließlich auch den Namensbestandteil March ab. Die Autos der Saison 1983 wurden stattdessen werksseitig als RAM 01 bezeichnet; in der Literatur finden sich allerdings auch die – unkorrekten – Bezeichnungen RAM-March 01 und March-RAM 01.

## Technik
Der RAM 01 wurde maßgeblich von Dave Kelly konstruiert. Er galt als schlichtes „Baukastenauto“, also als Fahrzeug, das statt selbst entwickelter Komponenten zahlreiche standardisierte Teile aus dem Zubehörhandel verwendete. Das Monocoque bestand aus Aluminium, die Karosserie war aus Kunststoffen gefertigt. Die Linien der Karosserie wurden als sauber beschrieben. Die Radaufhängung bestand vorn und hinten aus Doppelquerlenkern. Das gewicht des Fahrzeugs lag nach Werksangaben bei 540 kg.
1983 und 1984 kamen zwei unterschiedliche Motoren zum Einsatz:
- Dem Grunde nach war der RAM 01 für den Einsatz mit einem 3,0 Liter großen Achtzylinder-Saugmotor von Cosworth (Typ DFV) konzipiert. In dieser Form erschien das Modell während der gesamten Saison 1983. In diesem Jahr waren Cosworth-Triebwerke mit unterschiedlichen Bearbeitungsstufen im Umlauf. Die stärksten Versionen verfügten über geänderte Ventile und modifizierte Steuerzeiten der Nockenwelle. Diese Motoren nutzten im Laufe des Jahres 1983 die meisten Cosworth-Kundenteams. Lediglich RAM und Osella verwendeten durchgängig die älteren Triebwerke mit herkömmlichen Spezifikationen, deren Leistung 15 bis 20 PS unter den aktuellen Versionen lag.[6] Einen Wechsel auf die noch leistungsstärkeren, aber sehr kostenintensiven DFY-Motoren, die seit Sommer 1983 verfügbar waren, vollzog RAM ebenfalls nicht nach. Lediglich beim Großen Preis von Italien stand RAM ein DFY-Motor zur Verfügung, der aus dem Bestand von McLaren kam und dort nicht benötigt wurde.[6]
- Für die Saison 1984 stellte RAM auf Vierzylinder-Turbomotoren von Hart Racing Engines um (Typ 415 T). Für diesen Motor konstruierte Dave Kelly das neue Modell RAM 02. Von ihm war zu Saisonbeginn 1984 allerdings nur ein Exemplar fertiggestellt, sodass für den zweiten Fahrer des Teams ein Exemplar das RAM 01 auf den Hart-Motor umgerüstet wurde. Der RAM 01-Hart, der auf Beobachter einen provisorischen Eindruck machte,[7] erschien bei den ersten beiden Rennen des Jahres 1984.

## Produktion
Vom RAM01 entstanden in der ersten Hälfte des Jahres 1983 drei Exemplare. Die ersten beiden Chassis, der RAM 01/01 und der RAM 01/02, wurden jeweils nur zu zwei Rennen gemeldet, die meisten Rennen bestritt das Team mit dem dritten Chassis RAM 01/03. Dieses Fahrzeug wurde im Winter 1983/84 auf den Hart-Turbomotor umgerüstet.

## Renneinsätze
Die Renneinsätze des 01 organisierte RAM Racing, das in der Saison 1983 unter der Bezeichnung RAM Racing Team March und 1984 als Skoal Bandit Formula 1 Team gemeldet wurde. RAM Racing hatte im Laufe der Saison 1983 etwa 25 Mitarbeiter und war damit einer der kleinsten Rennställe der Formel 1.

### Formel-1-Saison 1983
Anders als im Vorjahr, ging RAM Racing 1983 mit nur einem Auto an den Start. Lediglich zum Großen Preis von Frankreich, dem dritten Rennen des Jahres, wurde ein zweites Auto gemeldet.

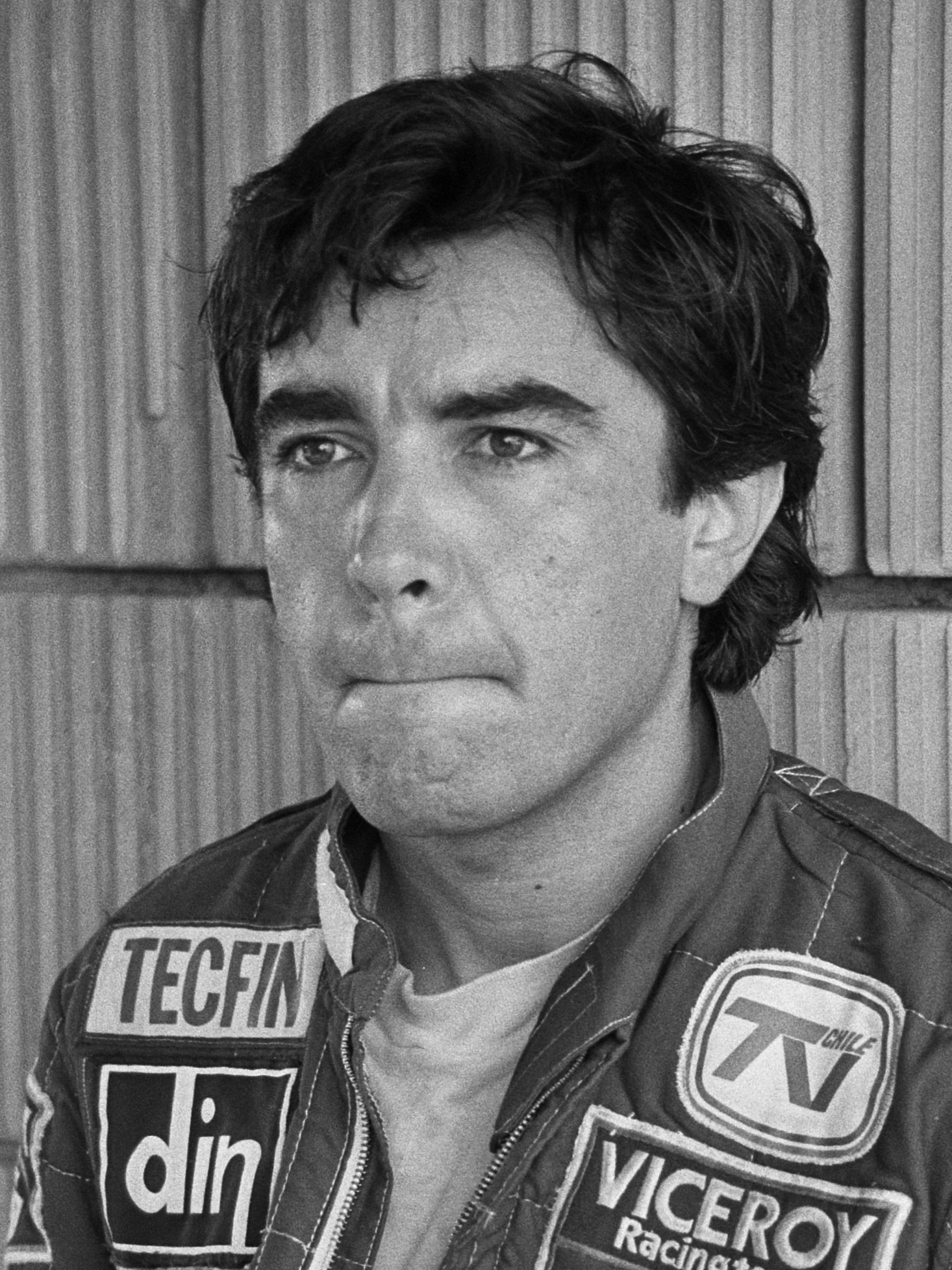
Eliseo Salazar

Als Stammfahrer war zunächst der Chilene Eliseo Salazar vorgesehen, der bereits 1981 für RAM gefahren war (seinerzeit einen March 811). Salazar gelangen nur zwei Qualifikationen: Im ersten Saisonrennen in Brasilien ging er vom 27. und letzten Startplatz aus ins Rennen. Im Zeittraining hatte sein Rückstand auf die Pole-Zeit von Keke Rosberg (Williams) 6,2 Sekunden betragen. Im Rennen kam er mit vier Runden Rückstand auf Platz 15 ins Ziel. Er wurde allerdings als 14. gewertet, nachdem der vorplatzierte Elio de Angelis (Lotus) disqualifiziert worden war. Auch für das folgende Rennen in Long Beach gelang Salazar die Qualifikation. Im Rennen fiel er nach 25 Runden infolge eines Getriebedefekts vorzeitig aus. Danach folgten vier Nichtqualifikationen. Wegen der seiner Meinung nach fehlenden Erfolgsaussichten des Teams verließ Salazar RAM Racing nach dem Großen Preis von Belgien. Das anschließende Rennen in Detroit ließ RAM aus, unter anderem deshalb, weil es dem Team nicht gelungen war, in der Kürze der Zeit einen Ersatzfahrer zu verpflichten.
Eine Woche später in Kanada erschien der Rennstall wieder. Als Fahrer verpflichtete es den kanadischen Piloten Jacques Villeneuve senior, der 1981 bereits zweimal von Arrows gemeldet worden war. Villeneuve finanzierte den Renneinsatz durch Mittel persönlicher Sponsoren. Das Team unternahm mit Villeneuve einen kurzen Einführungstest auf der Strecke von Mosport, bevor es an die Rennstrecke in Montréal wechselte. Nach einigen schnellen Runden im freien Training, die für sich genommen für eine Qualifikation gereicht hätten, verpasste Villeneuve im Zeittraining auf dem nach seinem verstorbenen Bruder Gilles benannten Kurs die Qualifikation um 0,4 Sekunden. Langsamer war nur Piercarlo Ghinzani im Osella FA1E. Nach eigener Darstellung war es Villeneuve nicht gelungen, die Reifen hinreichend anzuwärmen.
Für den Rest der Saison übernahm Kenny Acheson den RAM 01, der mit dem Auto sein Formel-1-Debüt beging. Acheson verpasste bei den ersten sechs Rennen, zu denen er gemeldet war, jeweils die Qualifikation. Erst beim letzten Großen Preis des Jahres in Südafrika, zu dem sich nach Absagen von Spirit Racing und Theodore Racing ein verkleinertes Starterfeld meldete, qualifizierte er sich für die Rennteilnahme. Acheson ging hier von Platz 24 aus ins Rennen. Mit sechs Runden Rückstand auf den Sieger Riccardo Patrese (Brabham) kam er als Zwölfter ins Ziel.
Zweimal meldete RAM zudem ein Auto für den Franzosen Jean-Louis Schlesser, der als Paydriver antrat. Am 10. April 1983 nahm Schlesser an Salazars Stelle für RAM am Race of Champions teil, einem Formel-1-Rennen, das keinen Weltmeisterschaftsstatus hatte. Schlesser beendete das Rennen in Brands Hatch, an dem nur 13 Piloten teilnahmen, auf Rang sechs. Zuvor waren sechs vorplatzierte Fahrer ausgefallen. Eine Woche später meldete RAM den Franzosen neben Salazar zum Großen Preis von Frankreich. Dies war das einzige Rennen des Jahres, zu dem RAM mit zwei Autos antrat. Schlesser verpasste hier die Qualifikation. Er war 0,7 Sekunden langsamer als sein Teamkollege, der sich ebenfalls nicht qualifizierte, und lag 9,1 Sekunden über der Pole-Zeit von Alain Prost (Renault). Schlesser gab daraufhin zunächst die Formel 1 auf, da er die von RAM geforderten Mittel für weitere Renneinsätze nicht aufbringen konnte.
Am Ende der Saison belegte RAM, das als bestes Ergebnis eine Positionierung auf Platz 12 aufweisen konnte, den letzten Rang der Konstrukteurswertung.

### Formel-1-Saison 1984
Jonathan Palmer fuhr den mit einem Vierzylinder-Turbomotor von Brian Hart ausgerüsteten RAM 01 bei den ersten beiden Rennen der Saison 1984. Palmers Teamkollege war Philippe Alliot, der einen identisch motorisierten, aber neu konstruierten RAM 02 einsetzte.
Beim Saisonauftakt in Brasilien war Palmer im alten 01 im Qualifikationstraining 1,7 Sekunden langsamer als Alliot im neuen 02. Beide waren die langsamsten Fahrer des Feldes; selbst die mit Saugmotoren ausgestatteten Fahrzeuge von Osella (Alfa Romeo), Arrows und Tyrrell (jeweils Cosworth) legten im Qualifying schnellere Runden zurück. Während Alliot im Rennen infolge eines Turboladerschadens vorzeitig ausfiel, kam Palmer mit dem RAM 01 als Neunter ins Ziel. Aufgrund der späteren Disqualifikation des vorplatzierten Tyrrell-Piloten Martin Brundle wurde Palmer letztlich als Achter gewertet. Er erreichte damit das beste Ergebnis eines RAM 01 bei einem Weltmeisterschaftslauf. Beim anschließenden Rennen in Südafrika war Palmer im alten 01 im Qualifying schneller als Alliot im neuen 02; Palmer belegte Startplatz 21. Im Rennen fiel er nach zehn Runden aufgrund von Getriebeproblemen vorzeitig aus. Dies war das letzte Rennen eines RAM 01. Danach wechselte auch Palmer auf den neuen RAM 02.

## Rennergebnisse
| Fahrer                          | Nr.                             | 1  | 2   | 3   | 4   | 5   | 6   | 7 | 8   | 9   | 10  | 11  | 12  | 13  | 14  | 15 | 16 | Punkte | Rang |
| ------------------------------- | ------------------------------- | -- | --- | --- | --- | --- | --- | - | --- | --- | --- | --- | --- | --- | --- | -- | -- | ------ | ---- |
| Formel-1-Weltmeisterschaft 1983 | Formel-1-Weltmeisterschaft 1983 |    |     |     |     |     |     |   |     |     |     |     |     |     |     |    |    | 0      | -    |
| E. Salazar                      | 17                              | 14 | DNF | DNQ | DNQ | DNQ | DNQ |   |     |     |     |     |     |     |     |    |    | 0      | -    |
| J. Villeneuve Sr.               | 17                              |    |     |     |     |     |     |   | DNQ |     |     |     |     |     |     |    |    | 0      | -    |
| K. Acheson                      | 17                              |    |     |     |     |     |     |   |     | DNQ | DNQ | DNQ | DNQ | DNQ | DNQ | 14 |    | 0      | -    |
| J.-L. Schlesser                 | 18                              |    |     | DNQ |     |     |     |   |     |     |     |     |     |     |     |    |    | 0      | -    |
| Formel-1-Weltmeisterschaft 1984 | Formel-1-Weltmeisterschaft 1984 |    |     |     |     |     |     |   |     |     |     |     |     |     |     |    |    | 0      | -    |
| J. Palmer                       | 10                              | 8  | DNF |     |     |     |     |   |     |     |     |     |     |     |     |    |    | 0      | -    |

| Legende  | Legende            | Legende                                                          |
| Farbe    | Abkürzung          | Bedeutung                                                        |
| -------- | ------------------ | ---------------------------------------------------------------- |
| Gold     | –                  | Sieg                                                             |
| Silber   | –                  | 2. Platz                                                         |
| Bronze   | –                  | 3. Platz                                                         |
| Grün     | –                  | Platzierung in den Punkten                                       |
| Blau     | –                  | Klassifiziert außerhalb der Punkteränge                          |
| Violett  | DNF                | Rennen nicht beendet (did not finish)                            |
| Violett  | NC                 | nicht klassifiziert (not classified)                             |
| Rot      | DNQ                | nicht qualifiziert (did not qualify)                             |
| Rot      | DNPQ               | in Vorqualifikation gescheitert (did not pre-qualify)            |
| Schwarz  | DSQ                | disqualifiziert (disqualified)                                   |
| Weiß     | DNS                | nicht am Start (did not start)                                   |
| Weiß     | WD                 | zurückgezogen (withdrawn)                                        |
| Hellblau | PO                 | nur am Training teilgenommen (practiced only)                    |
| Hellblau | TD                 | Freitags-Testfahrer (test driver)                                |
| ohne     | DNP                | nicht am Training teilgenommen (did not practice)                |
| ohne     | INJ                | verletzt oder krank (injured)                                    |
| ohne     | EX                 | ausgeschlossen (excluded)                                        |
| ohne     | DNA                | nicht erschienen (did not arrive)                                |
| ohne     | C                  | Rennen abgesagt (cancelled)                                      |
| ohne     | keine WM-Teilnahme |                                                                  |
| sonstige | P/fett             | Pole-Position                                                    |
| sonstige | 1/2/3/4/5/6/7/8    | Punktplatzierung im Sprint-/Qualifikationsrennen                 |
| sonstige | SR/kursiv          | Schnellste Rennrunde                                             |
| sonstige | *                  | nicht im Ziel, aufgrund der zurückgelegten Distanz aber gewertet |
| sonstige | ()                 | Streichresultate                                                 |
| sonstige | unterstrichen      | Führender in der Gesamtwertung                                   |